# Karim Jallow
Karim Johannes Jallow (* 13. April 1997 in München) ist ein deutscher Basketballspieler. Er wechselte im Juli 2025 zum italienischen Club Virtus Segafredo Bologna.
2018 wurde er mit München und 2023 mit Ulm deutscher Meister. Mit der Nachwuchsmannschaft des FC Bayern gewann Jallow in der Nachwuchs-Basketball-Bundesliga (NBBL) 2015 die erste Meisterschaft in dieser U19-Altersklasse für den Verein. Knapp vier Monate später feierte Jallow sein Debüt für den FC Bayern in der höchsten deutschen Herren-Spielklasse Basketball-Bundesliga am ersten Spieltag der Saison 2015/16.

## Karriere
Jallows Vater, der Basketball beim FC Bayern München spielte, stammt aus Gambia und ließ sich mit seiner deutschen Frau 1995 in München nieder, wo Karim Jallow zwei Jahre später geboren wurde. Als Jugendlicher spielte er lange Fußball, unter anderem ein Jahr als Torwart beim TSV 1860 München, trieb des Weiteren Leichtathletik und Basketball.
Ab 2006 spielte Jallow für den FC Bayern München und erreichte zusammen mit Tim Hasbargen und Richard Freudenberg in der Jugend-Basketball-Bundesliga (JBBL) 2012 erstmals für den Verein die Qualifikation für ein Finalturnier der Nachwuchsleistungsligen. Im Finale verlor man schließlich gegen den Nachwuchs der Paderborn Baskets und wurde Vizemeister. In den folgenden beiden Jahren zunächst noch in der JBBL und dann in der höheren Altersklasse Nachwuchs-Basketball-Bundesliga (NBBL) verpasste Jallow mit seinen Mannschaftskameraden die Qualifikation für das Finalturnier. Nachdem der ein Jahr jüngere Richard Freudenberg zur NBBL-Mannschaft stieß, gelang nicht nur die erstmalige Qualifikation für das NBBL-Top-Four, sondern auch nach dem Halbfinalsieg über Titelverteidiger Alba Berlin auch der Finalerfolg und durchaus überraschende Titelgewinn über den Nachwuchs von Eintracht Frankfurt um Niklas Kiel, der im Trikot der Paderborn Baskets drei Jahre zuvor den Titelgewinn der Bayern in der JBBL noch verhindert hatte. Während die Herrenmannschaft ihren Meistertitel in der Finalserie der Bundesliga-Spielzeit 2014/15 gegen die Brose Baskets wieder verlor, gewann die U14-Mannschaft des Vereins um Jallows fünf Jahre jüngeren Bruder Noah ebenfalls erstmals die Meisterschaft in dieser Altersklasse.
Nach einer Sprunggelenksverletzung im Sommer 2015 verpasste Jallow wie auch sein Mannschaftskamerad Dejan Kovačević erneut die Teilnahme an einer Europameisterschafts-Endrunde mit einer Auswahlmannschaft des DBB. Trotzdem gelang Jallow nicht nur bereits der Sprung in den Kader des Vizemeisters, sondern er wurde von Trainer Svetislav Pešić bereits zum Auftakt der Bundesliga-Saison 2015/16 in zwei Spielen eingesetzt und erhielt seine ersten wenigen Minuten in der höchsten deutschen Spielklasse Basketball-Bundesliga.
Im Sommer 2016 fuhr Jallow mit der U20-Nationalmannschaft zur EM nach Helsinki, wo man auf dem vierten Rang abschloss. Bei der U20-Europameisterschaft im Sommer 2017 erreichte er mit der deutschen Mannschaft den siebten Gesamtrang und erzielte im Schnitt 9,9 Punkte je Begegnung.
Mitte April 2018 meldete sich Jallow zum Draft-Verfahren der nordamerikanischen Liga NBA an, ließ seinen Namen im Juni aber wieder von der Kandidatenliste streichen. Jallow wurde mit dem FC Bayern 2018 deutscher Meister, er trug in 18 Spielen der Saison 2017/18 im Schnitt 1,3 Punkte zum Erfolg bei.
Am 25. Juli 2018 wurde bekannt gegeben, dass Jallow für eine Saison an die MHP Riesen Ludwigsburg ausgeliehen wird. Im August 2018 wurde er von Bundestrainer Henrik Rödl erstmals ins Aufgebot der A-Nationalmannschaft berufen. Beim Supercup in Hamburg gab Jallow im September 2018 im Spiel gegen die Türkei seinen Einstand bei den DBB-Herren. Mit der A2-Auswahl Deutschlands nahm er 2019 an der Sommeruniversiade in Neapel teil und schloss die Veranstaltung auf dem fünften Rang ab. Mit einem Punkteschnitt von 13,2 je Begegnung war er im Turnierverlauf bester deutscher Korbschütze.
In der Sommerpause 2019 wechselte Jallow innerhalb der Bundesliga von Ludwigsburg nach Braunschweig. In der Saison 2020/21 war er mit 15,1 Punkten je Begegnung bester Braunschweiger Korbschütze. 2021 nahm ihn Ratiopharm Ulm unter Vertrag. Mit der Mannschaft wurde Jallow 2023 deutscher Meister. Anders als bei seinem ersten Titelgewinn mit München im Jahr 2018 war er in Ulm Leistungsträger der Erfolgsmannschaft, wurde von Trainer Anton Gavel während des Meisterspieljahres 2022/23 in 44 Bundesligabegegnungen eingesetzt, in denen Jallow im Mittel 11,3 Punkte verbuchte. Somit war er der beste deutsche Korbschütze des Ulmer Aufgebots. Nach der Saison leitete die Nationale Anti-Doping Agentur (NADA) wegen drei Meldepflicht- und Kontrollversäumnissen ein Verfahren gegen Jallow ein. Anfang Dezember 2023 wurde er in dieser Sache vom Deutschen Sportschiedsgericht freigesprochen. Gegen diese Entscheidung legte die NADA aber Rechtsmittel beim Internationalen Sportgerichtshof (CAS) ein. Der Internationale Sportgerichtshof hob das Urteil des Deutschen Sportschiedsgerichts auf und stellte fest, dass Jallow „dreimal innerhalb von 12 Monaten seine Meldepflichten versäumt hat“. Im April 2025 gab die NADA eine rückwirkende Sperre (Januar 2024 bis Januar 2025) gegen Jallow bekannt.
In der Saison 2024/25 erreichte Jallow mit Ulm die Endspiele um die deutsche Meisterschaft, unterlag dort im Juni 2025 aber knapp seinem früheren Verein, dem FC Bayern München. Im Juli 2025 wurde Jallow von der italienischen Spitzenmannschaft Virtus Bologna verpflichtet.